# Misy Wenus

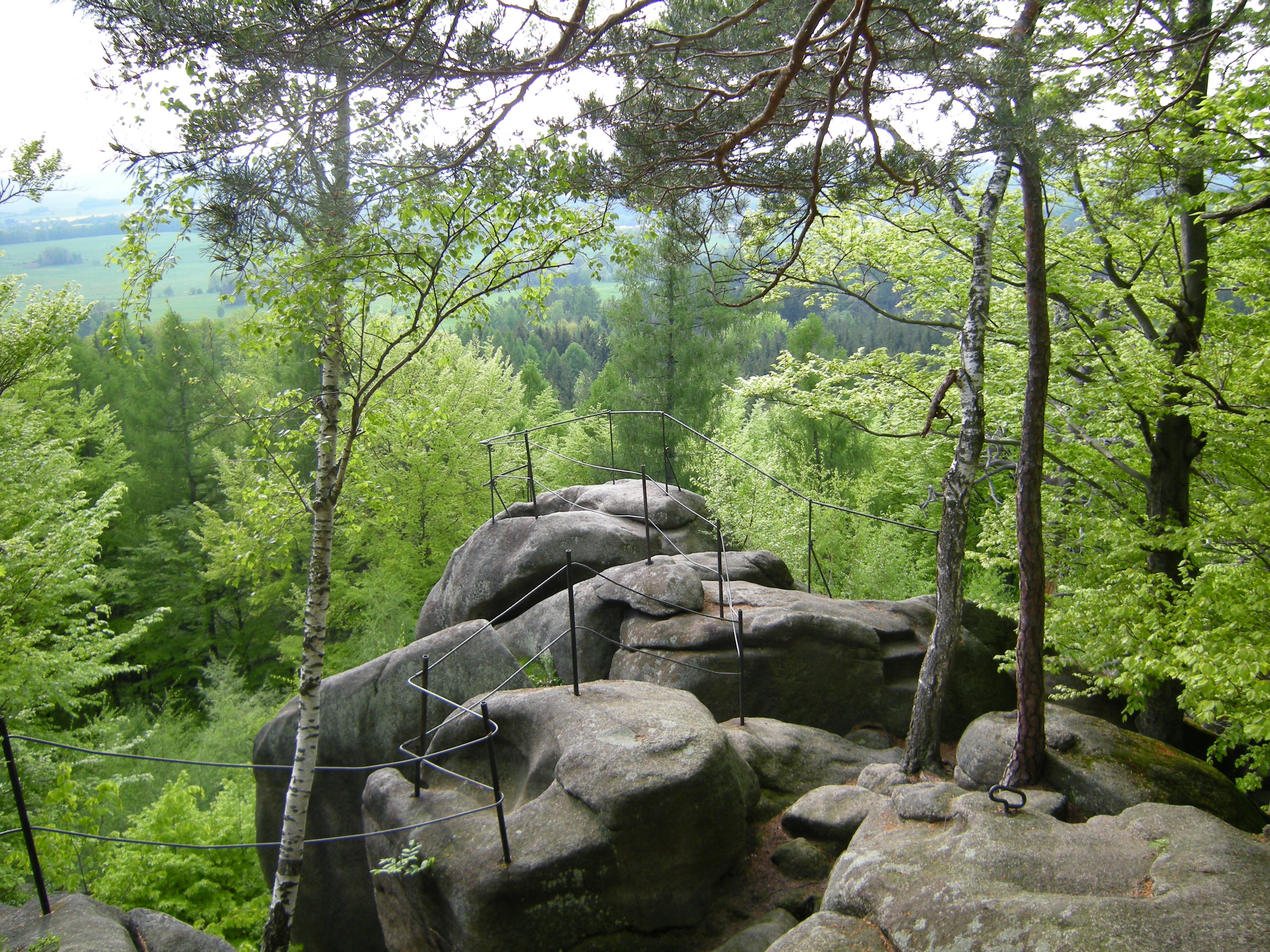
Venušiny misky

Misy Wenus (cz. Venušiny misky, niem. Venusnapla) – grupa skalna na wzgórzu Smolný vrch (404 m n.p.m.), położonym w Czechach, na Śląsku Czeskim, w kraju ołomunieckim, w północnej części powiatu Jesionik, na Przedgórzu Paczkowskim (cz. Žulovská pahorkatina). Leży w odległości 4,5 km od Widnawy, a 4 km od Žulovéj.
Zbudowane są z gruboziarnistego granitu ostańce przypominają skalne miasto. Woda, wietrzenie uwarunkowane zmiennością skału i jej ciosem oraz ruchy tektoniczne pozostawiły tu swoje piętno w postaci licznych półek, wnęk i mis skalnych. W kopułach szczytowych dwóch skał znajdują się zagłębienia, z których większe, o średnicy około 1,5 m i 1 metrze głębokości, może pomieścić około 65 litrów wody. Pierwotnie uważano, że zagłębienia te są tworem ludzkim i były używane jako pogańskie misy ofiarne, miejscowa ludność łączyła ich istnienie z istotami nadprzyrodzonymi. Obecnie wiadomo, że są to naturalne kociołki wietrzeniowe. 

## Ochrona przyrody
Już w okresie międzywojennym podjęto starania o ochronę Venušinych misek. Jednak dopiero w 1970 okolice wzgórza uznano za obszar chroniony w postaci narodowego pomnika przyrody. Jego powierzchnia wynosi 3,9 ha.

## Wspinanie
Okoliczne skałki od roku 1959 są eksploatowane przez wspinaczy. Na Misach Wenus poprowadzono 16 dróg wspinaczkowych z typowo czeską asekuracją w postaci okazjonalnych ringów, miejscami asekuracja tradycyjna. Ponadto liczne problemy boulderowe. Jakość tutejszego granitu przypomina skałki Zamkowego Grzbietu, Doliny Janówki, Janowickiego Grzbietu i Janowickich Garbów w Rudawach Janowickich.